# Shane McLeod
Pour les articles homonymes, voir McLeod.
Shane McLeod, né le 4 septembre 1968, est un entraîneur de hockey sur gazon néo-zélandais.
Aux Jeux olympiques d'été de 2008 et de 2012, il a dirigé l'équipe nationale de hockey sur gazon de Nouvelle-Zélande. Il a également entraîné plusieurs clubs en Belgique.  
Aux Jeux olympiques d'été de 2016, à Rio de Janeiro, il était l'entraîneur de l'équipe belge masculine de hockey sur gazon qui a remporté la médaille d'argent.  Il a récemment remporté la coupe du monde de hockey en Inde en 2018.

## Récompenses et distinctions
- Coach de l'année en Belgique : 2019 et 2021